# 中和新蘆線

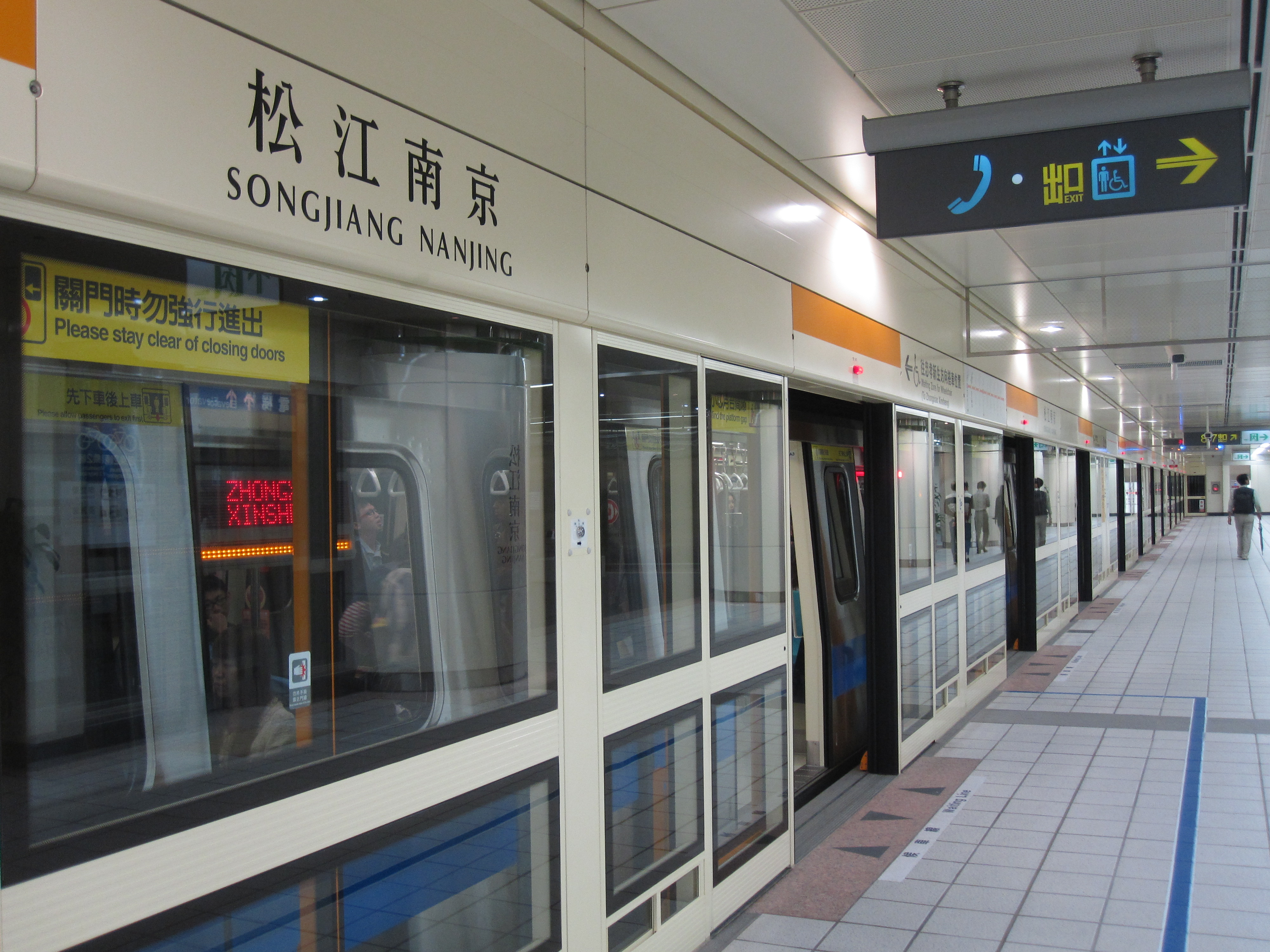
松江南京站的月台

中和新蘆線（別稱：橘線），是台北捷運營運中的路線。依興建期間與階段營運所使用的路線名稱，分為中和線、新莊線、蘆洲線，以古亭站及大橋頭站為分界，古亭站以南為中和線，以北為新莊線，於大橋頭站以Y字分歧後，往北偏為蘆洲線，往南偏續為新莊線。因為本路線營運路段有分叉路段，台北捷運公司將蘆洲線和新莊線合併簡稱為「新蘆線」作為路線正式稱呼，在新蘆線與中和線銜接運行後，以中和新蘆線稱呼本線。

## 概要
橘線屬於高運量系統，全線皆為地下路線；南勢角站路線南起和平街，沿景安路、中和路、永和路，光復街轉金門街穿過新店溪後至水源路旁之客家文化園區，沿師大路轉入羅斯福路，接著沿杭州南路轉信義路、新生南路、新生北路、松江路、民權東路、民權西路，穿過淡水河後，大致沿台一甲線道路行進，起自三重區重新路，經三重站時脫離台一甲線沿捷運路行駛，隨後重新接回重新路並直行新莊區中正路，至終點迴龍站，長25.1公里。另一方向—蘆洲線，同屬地下高運量捷運系統。路線自新莊線大橋頭站西行穿過淡水河後與新莊線分歧，沿三重區三和路、蘆洲區中山一路轉三民路至終點蘆洲站，長6.4公里。全線長31.5公里。
本路線除了中和線（古亭站－南勢角站）皆裝設半高式月台門以外，其餘車站（東門站－迴龍站／蘆洲站）皆已經裝設全高式月台門。成為台北捷運路網中第一條全線都裝設月台門的高運量捷運路線。
中和線於1998年通車，列車經新店線「古亭－中正紀念堂」段，直通行駛淡水線，行駛區間為「北投－南勢角」。2010年11月3日「忠孝新生站－蘆洲站」通車，2012年1月5日，新莊線新北市段分段通車後，橘線改為和新莊線（「輔大－忠孝新生」）及蘆洲線（「蘆洲－忠孝新生」）直通營運，同年9月30日新蘆線東門站通車，中和線古亭站銜接新莊線，營運模式改為「輔大－南勢角」以及「蘆洲－南勢角」，合稱為「中和新蘆線」，取消行駛「北投－南勢角」區間列車。2013年6月29日延伸至迴龍站後全線通車。
本線是第一個採用列車入站廣播的路線，起初在新莊線通車後，為與蘆洲線列車區分而採用，使用的範圍是「大橋頭－忠孝新生」重疊區間，直到東門站通車與古亭站中和線貫通後，才延伸到南勢角站。
本線也是最多車站以學校做為站名的路線，包括中山國小站、輔大站、三重國小站、三和國中站、徐匯中學站及三民高中站等六個車站。此外，本線路線名雖有中和二字，但未設立中和站，而是在環狀線。
本線與文湖線並未交會，往返兩線必須轉乘兩次。
本線所經之新北市中和、永和、三重、新莊、蘆洲五區，是台北捷運目前路線中，行經最多新北市行政區的一條，五區人口合計約164萬。值得一提的是，中和新蘆線為台北捷運全系統中唯一有三座機廠的路線。

## 歷史

### 「淡水－南勢角」時期
- 1992年6月：中和線開工。
- 1998年12月24日：「古亭－南勢角」段正式通車啟用，與新店線及淡水線直通營運，採「淡水－南勢角」之行駛區間。

### 「北投－南勢角」時期
- 1999年11月11日：中和線列車因新店線全線通車而改行「北投－南勢角」區間。
- 2002年：新莊線及蘆洲線隨第二階段捷運網路開始興建。
- 2007年9月：蘆洲線開始進行鋪設軌道工程。
- 2008年9月25日：已經完成蘆洲線鋪設軌道作業，並且與台北捷運新莊線台北市區段完成接軌作業。
- 2009年4月1日：開始進行蘆洲線與新莊線台北市區段車輛動態測試。
- 2010年7月：蘆洲線全線（「蘆洲－大橋頭」）與新莊線台北市轄段（「大橋頭－忠孝新生」）完工。
- 2010年8月3日：交通局召開初勘準備工作協調會議。
- 2010年9月4日～9月5日：新北市政府交通局、臺北市政府交通局聯合進行蘆洲線及新莊線「大橋頭－忠孝新生」初勘。
- 2010年9月28日：履勘前須改善事項改善完成，北市府報請交通部進行履勘。
- 2010年10月16日～10月17日：交通部辦理蘆洲線履勘作業。

### 「北投－南勢角」與新蘆線時期
- 2010年11月3日：蘆洲線全線與新莊線「大橋頭－忠孝新生」通車啟用，使用悠遊卡免費試乘一個月，蘆洲機廠投入調度。淡水線北投機廠支援該線相關維修的工程車、鋼軌研磨車、清洗車車輛及試車用電聯車 ，經古亭和東門駛入本線進行作業[4]。
- 2011年10月9日：新莊線「輔大－忠孝新生」進行列車營運測試，穿插於蘆洲線班次之間，不對外營運。
- 2011年11月26日～11月27日：臺北市交通局進行新莊線「輔大－大橋頭」段初勘。
- 2011年12月17日～12月18日：交通部進行新莊線「輔大－大橋頭」段履勘。
- 2012年1月5日：「輔大－大橋頭」段下午兩點正式通車啟用，使用悠遊卡免費試乘一個月。因新莊機廠未完成工程，丹鳳與迴龍暫作為臨時儲車區，以舒緩列車儲車及調度需求。為配合該線未通車車站，新闢四路公車免費接駁迴龍、丹鳳、泰山民眾[5][6]。
- 2012年8月24日～8月25日：晚上10:30起進行東門站初勘。
- 2012年9月14日：交通部辦理東門站履勘作業。
- 2012年9月29日：因應新莊線「忠孝新生－古亭」段完工通車，當日晚上11時「北投－南勢角」營運模式開行最後列車。

### 中和新蘆線全線通車
- 2012年9月30日：「忠孝新生－古亭」段通車，營運模式改為「輔大－南勢角」及「蘆洲－南勢角」。中和線正式與新蘆線銜接並更名為中和新蘆線，取消「北投－南勢角」營運模式。
- 2013年2月23日：新莊線「迴龍－輔大」進行列車營運測試。
- 2013年5月24日：報請交通局進行「迴龍－輔大」初勘。
- 2013年6月14日：報請交通部「迴龍－輔大」進行履勘。
- 2013年6月29日：利用中和機廠調度，「迴龍－輔大」段通車，使用新莊機廠尚未完工的權宜方案。
- 2014年4月7日：上午9時39分因古亭站至南勢角站電力供電異常，在處理異常期間改採「蘆洲-忠孝新生」與「迴龍-忠孝新生」等營運模式，直至10時08分才恢復正常營運。
- 2014年10月11日：台北捷運公司宣布營運路線名稱與編號，本路線編號為4號線，另因營運區段有兩個方向，往新莊方向編號為4A，往蘆洲方向則編號為4B。
- 2016年10月：臺北捷運公司宣布開始分階段進行車站站名增加編號作業，以「路線顏色英文字首」加「車站序號數字」為編碼原則，原4號線調整為編號「O」。[7]
- 2016年11月：随着南勢角站的月台閘門投入使用，至此本路線的所有車站皆有月台門。
- 2021年1月14日：新莊機廠投入調度營運。

## 列車營運模式
目前營運模式：
- 「迴龍－南勢角」全程列車：原「輔大－南勢角」列車在2013年6月29日以後延伸至迴龍站，往新莊、三重。
- 「蘆洲－南勢角」全程列車：2012年9月30日新莊線東門站通車後，原新蘆線與中和線直通營運至今，往蘆洲。
- 「景安→迴龍」：轉運列車，0:00正班車過後加開。
- 「頭前→南勢角」：轉運列車，0:00正班車過後加開。

中和新蘆線車次編號：
- 401～422：「迴龍－南勢角」全程列車
- 431～449：「蘆洲－南勢角」全程列車

廢止的營運模式：
- 「淡水－南勢角」列車：1998年與淡水線、新店線直通的營運模式。
- 「北投－南勢角」列車：1999年因新店線通車而調整的營運模式。
- 「台北車站－南勢角」列車：這是「北投－南勢角」列車於晚上11時後的變更模式。
- 「蘆洲－忠孝新生」列車：2010年11月蘆洲線與新莊線台北市區段的「大橋頭－忠孝新生」段通車，當時是以蘆洲線名義通車，直到2012年9月30日新莊線東門站通車後為止。
- 「輔大－忠孝新生」列車：2012年1月5日新莊線新北市段（原稱縣轄段）通車，與「蘆洲－忠孝新生」列車穿插發車，該模式與蘆洲線合稱新蘆線，直到2012年9月30日東門站通車後為止。
- 「輔大－南勢角」列車：2012年9月30日東門站通車與中和線貫通後的其中一個模式，直到2013年6月29日，在新莊機廠尚未完工啟用的特殊調度之下通車至迴龍站。
- 「民權西路－迴龍」列車：2019年10月6日因應新北大都會公園Pokémon GO Safari Zone活動導致三重站大量人潮湧入所加開的營運模式，也是中和新蘆線全線通車以來首次開行區間車。

## 使用列車
- C371型4系-33列
  - 編組：401/402～465/466

## 營運時間與班距
- 營運時間：06:00～24:00
- 平均班距：
  - 平常日（週一至週五）
    - 尖峰時段（07:00～09:00，17:00～19:30）：約6分鐘，重疊區間[註 1]約3分鐘。
    - 離峰時段（06:00～07:00，09:00～17:00）：約9～10分鐘，重疊區間約4分30秒～5分鐘。
    - 23:00以後：約12分鐘，重疊區間約6分鐘。

  - 例假日（週六、週日及國定假日）
    - 全日時段（23:00以前）：約9～10分鐘，重疊區間約4分30秒～5分鐘。
    - 23:00以後：約12分鐘，重疊區間約6分鐘。[9]

## 車站
| 路線         | 路線   | 路線 | 路線 | 編號                  | 工程代碼 | 名稱         | 名稱                                            | 站體型式 | 所在地     | 所在地 | 交會路線 |
| 路線         | 路線   | 路線 | 路線 | 編號                  | 工程代碼 | 中文         | 英文                                            | 站體型式 | 所在地     | 所在地 | 交會路線 |
| ------------ | ------ | ---- | ---- | --------------------- | -------- | ------------ | ----------------------------------------------- | -------- | ---------- | ------ | -------- |
| O 中和新蘆線 |        |      |      |                       |          |              |                                                 |          |            |        |          |
| 中和線       |        |      |      | O01                   | O19      | 南勢角       |                                                 | 地下     | 新北市     | 中和區 | 不適用   |
| 中和線       |        | O02  | O18  | 景安                  |          | 環狀線       |                                                 | 地下     | 新北市     | 中和區 |          |
| 中和線       |        | O03  | O17  | 永安市場              |          | 不適用       |                                                 | 地下     | 新北市     | 中和區 |          |
| 中和線       |        | O04  | O16  | 頂溪                  |          | 不適用       | 永和區                                          | 地下     | 新北市     |        |          |
| 中和線       |        | O05  | O15  | 古亭                  |          | 臺北市       | 中正區                                          | 地下     | 松山新店線 |        |          |
| 中和線       | 大安區 | O05  | O15  | 古亭                  |          | 臺北市       |                                                 | 地下     | 松山新店線 |        |          |
| 新莊線       |        | O06  | O14  | 東門                  |          | 臺北市       | 淡水信義線                                      | 地下     |            |        |          |
| 新莊線       | 中正區 | O06  | O14  | 東門                  |          | 臺北市       | 淡水信義線                                      | 地下     |            |        |          |
| 新莊線       |        | O07  | O13  | 忠孝新生 （台北科大） |          | 臺北市       | 板南線                                          | 地下     |            |        |          |
| 新莊線       | 大安區 | O07  | O13  | 忠孝新生 （台北科大） |          | 臺北市       | 板南線                                          | 地下     |            |        |          |
| 新莊線       |        | O08  | O12  | 松江南京              |          | 臺北市       | 中山區                                          | 地下     | 松山新店線 |        |          |
| 新莊線       |        | O09  | O11  | 行天宮                |          | 臺北市       | 中山區                                          | 地下     | 民生汐止線 |        |          |
| 新莊線       |        | O10  | O10  | 中山國小 （晴光商圈） |          | 臺北市       | 中山區                                          | 地下     | 不適用     |        |          |
| 新莊線       |        | O11  | O9   | 民權西路              |          | 臺北市       | 中山區                                          | 地下     | 淡水信義線 |        |          |
| 新莊線       | 大同區 | O11  | O9   | 民權西路              |          | 臺北市       |                                                 | 地下     | 淡水信義線 |        |          |
| 新莊線       |        | O12  | O8   | 大橋頭 （大橋國小）   |          | 臺北市       | 新莊線（南勢角－迴龍） · 蘆洲線（南勢角－蘆洲） | 地下     |            |        |          |
| 新莊線       |        |      |      | 大橋頭 （大橋國小）   |          | 臺北市       | 新莊線（南勢角－迴龍） · 蘆洲線（南勢角－蘆洲） | 地下     |            |        |          |
| 新莊線       |        |      |      | O13                   | O7       | 台北橋       |                                                 | 地下     | 新北市     | 三重區 | 不適用   |
| 新莊線       |        | O14  | O6   | 菜寮 （新北市立醫院） |          |              |                                                 | 地下     | 新北市     | 三重區 | 不適用   |
| 新莊線       |        | O15  | O5   | 三重                  |          | 桃園機場捷運 |                                                 | 地下     | 新北市     | 三重區 |          |
| 新莊線       |        | O16  | O4   | 先嗇宮                |          | 不適用       |                                                 | 地下     | 新北市     | 三重區 |          |
| 新莊線       |        | O17  | O3   | 頭前 （臺北醫院）     |          | 新莊區       | 環狀線                                          | 地下     | 新北市     |        |          |
| 新莊線       |        | O18  | O2   | 新莊 （新莊廟街）     |          | 新莊區       | 不適用                                          | 地下     | 新北市     |        |          |
| 新莊線       |        | O19  | O1   | 輔大                  |          | 新莊區       | 新北捷運五股泰山輕軌                            | 地下     | 新北市     |        |          |
| 新莊線       |        | O20  | O60  | 丹鳳                  |          | 新莊區       | 桃園機場捷運：泰山貴和                          | 地下     | 新北市     |        |          |
| 新莊線       |        | O21  | O59  | 迴龍 （樂生）         |          | 新莊區       | 萬大樹林線 · 桃園捷運棕線                       | 地下     | 新北市     |        |          |
| 蘆洲線       |        |      | O50  | O47                   | 三重國小 |              | 三重區                                          | 地下     | 新北市     | 不適用 |          |
| 蘆洲線       |        | O51  | O46  | 三和國中              |          |              | 三重區                                          | 地下     | 新北市     | 不適用 |          |
| 蘆洲線       |        | O52  | O45  | 徐匯中學              |          | 蘆洲區       | 環狀線                                          | 地下     | 新北市     |        |          |
| 蘆洲線       |        | O53  | O44  | 三民高中 （空中大學） |          | 蘆洲區       | 不適用                                          | 地下     | 新北市     |        |          |
| 蘆洲線       |        | O54  | O43  | 蘆洲 （蘆洲李宅）     |          | 蘆洲區       | 新北捷運五股泰山輕軌                            | 地下     | 新北市     |        |          |

## 月台配置
- 島式月台：蘆洲－三重國小、迴龍－菜寮、大橋頭－忠孝新生、頂溪、南勢角
- 島疊式月台：東門、古亭
- 側疊式月台：台北橋、永安市場、景安

## 紀念章
本線於2015年2月11日開始採用「車站專屬紀念章戳」，各站的紀念章如下：
- 蘆洲站：

該站公共藝術「舞之羽」、蘆葦、微風運河、蘆洲李氏古宅。
- 三民高中站：

湧蓮寺、蘆洲廟口商圈。
- 徐匯中學站：

徐匯中學、碧華布街。
- 三和國中站：

義天宮、貓咪、永盛公園的花。
- 三重國小站：

三重國小、三和夜市。
- 迴龍站：

龍、樂生療養院。
- 丹鳳站：

鳳、青年公園。
- 輔大站：

輔仁大學、中美堂。
- 新莊站：

新莊老街（廣福宮）、新莊體育場、鼓（指涉鄰近之鐘鼓廠）。
- 頭前站：

新莊保元宮及其弄過火儀式。
- 先嗇宮站：

先嗇宮（五穀王廟）。
- 三重站：

幸福水漾公園、新北大橋。
- 菜寮站：

公共藝術「鼎藝三重」與「律動三重」（中山藝術公園）、三重運動中心。
- 台北橋站：

台北大橋、忠孝碼頭。
- 大橋頭站：

唐山帆船、迪化街。
- 民權西路站：

婚紗街、該站1號出口。
- 中山國小站：

晴光商圈、真光堂、林安泰古厝。
- 行天宮站：

行天宮、算命街。
- 松江南京站：

四平陽光商圈、紙博物館、袖珍博物館。
- 忠孝新生站：

台北科大校門、建國玉市與光華商場。
- 東門站：

東門市場、牛肉麵與小籠包指涉永康商圈。
- 古亭站：

紀州庵、師大紅樓與噴水池、南昌公園。
- 頂溪站：

楊三郎美術館、楊三郎先生銅像、豆漿燒餅油條。
- 永安市場站：

永安市場、八二三紀念公園、國立台灣圖書館。
- 景安站：

圓通禪寺、彌勒佛寶廟像。
- 南勢角站：

潑水節、烘爐地土地公。

## 避車軌設置爭議
臺北捷運新莊線、臺北捷運蘆洲線、臺北捷運中和線均未有與其他路線一樣，平均每11公里設置中央避車軌（袋狀軌），改為設置剪式橫渡軌。此計劃是時任臺北市市長陳水扁通過的「捷運後續路網價值工程研析計畫─百億瘦身減肥運動」其中一個議題，以剪式橫渡軌取代避車軌，可節省7至9億新台幣，同時可以把工程時間由2.9個月縮短至1.8個月。
針對相關爭議，臺北市政府發言人趙心屏回應，當初新莊蘆洲線沒有規劃避車軌，是前臺北市市長陳水扁任內的決策，時任臺北市副市長陳師孟還大力讚揚，開會裁示要將相關規劃者提報模範公務員。無避車軌不會涉及公共安全，但一旦發生列車故障，排除故障的停駛時間，可能拉長增加25-30分鐘，期間只能單線行駛，嚴重者更要全線停駛。
臺北市政府副秘書長譚國光表示，避車軌有兩大功能，一是列車的正常調度，例如區間列車營運時可用來迴轉，另一種情況是當列車發生故障時，可將故障列車先移至避車軌內，縮短全線故障排除時間，因此「避車軌對捷運營運安全沒有影響，但對列車調度的靈活度是有影響」，故障列車需要停到避車軌，必須是在列車完全沒有動力的前提之下，並非所有的列車故障都需要停到避車軌上，而當初規劃時，前市長陳水扁是基於百億瘦身計劃，縮小站體面積、新莊蘆洲線省掉避車軌，並把整條橘線視為中運量路線。

## 外部連結
- 臺北大眾捷運股份有限公司（繁體中文）（页面存档备份，存于）